# Palma da mão

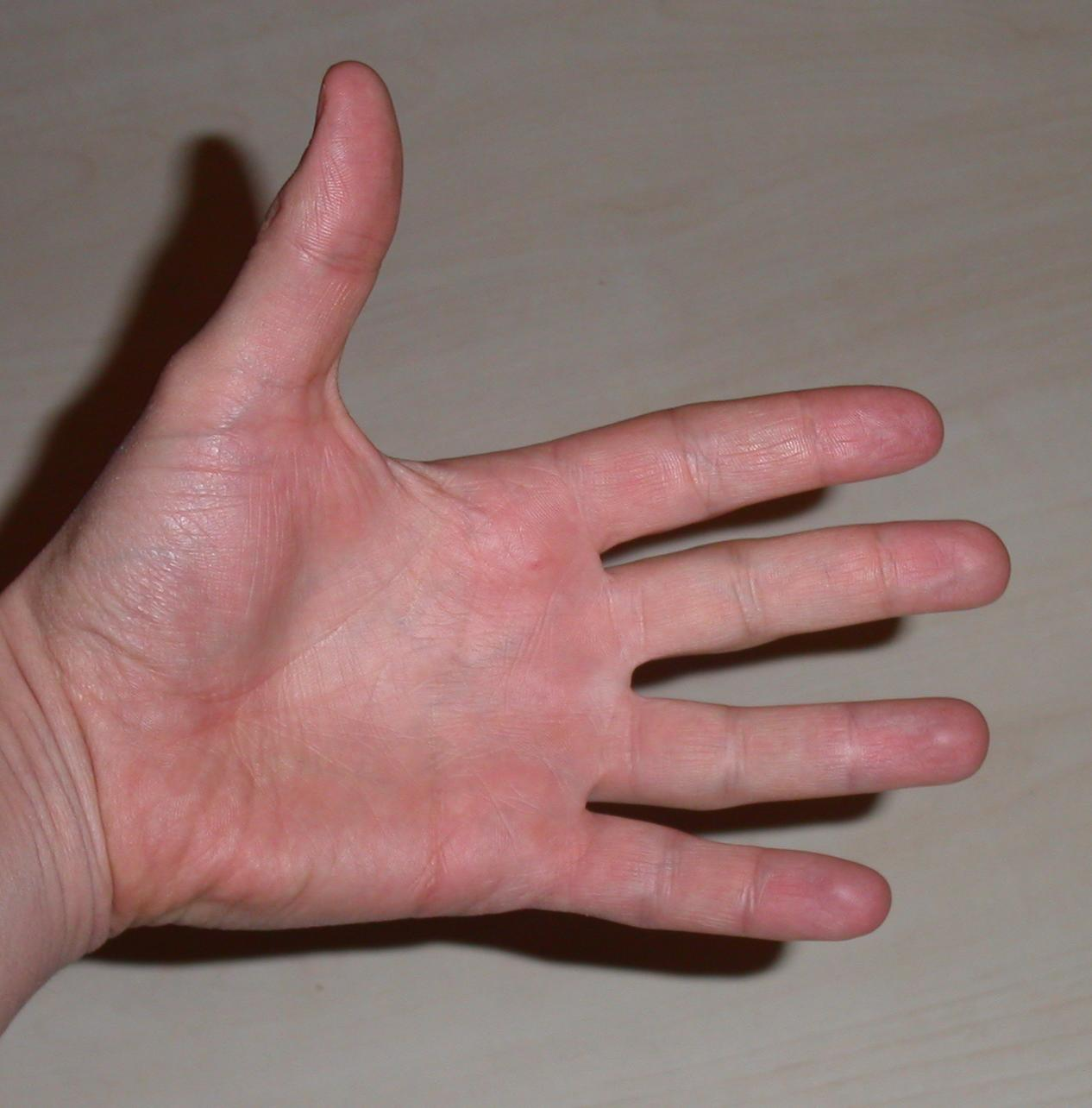
Palma da mão

A palma da mão é a face interna e côncava da mão.
Bater palmas são aplausos manifestados pelo bater das mãos uma contra a outra.

Na palma da mão, estão situadas linhas que, segundo a quiromancia, contêm significados.